# Abdul Carter
(en) Statistiques sur pro-football-reference
Abdul Carter, né le 2 janvier 2004 à Philadelphie (Pennsylvanie), est un sportif professionnel de football américain jouant au poste de defensive end pour la franchise des Giants de New York dans la National Football League (NFL) depuis la saison 2025.
Au niveau universitaire, il a joué pndant trois saisons (2022-2024) pour les Nittany Lions de l'université d'État de Pennsylvanie avant d'être sélectionné par les Giants en 3e choix global lors du premier tour de la draft 2025 de la NFL.

## Biographie

### Jeunesse
Carter est né le 2 janvier 2004 à Philadelphie (Pennsylvanie). Il étudie au lycée La Salle de Wyndmoor (Pennsylvanie),. En tant que senior, il totalise 78 plaquages dont 10 pour perte
Considéré comme une recrue 4-étoiles, Carter s'engage auprès de l'université d'État de Pennsylvanie après avoir refusé des offres de l'université de Caroline du Sud et de l'université du Mississippi.

### Carrière universitaire
Carter s'inscrit à l'université d'État de Pennsylvanie en juin 2022, peu de temps après avoir obtenu son diplôme d'études secondaires.
Lors de son premier match avec Penn State contre Purdue, Carter est expulsé pour targeting. Il joue un rôle clé en tant que remplaçant lors de sa première saison, et obtient sa première titularisation lors du 7e match de la saison contre Minnesota. Carter finit la saison avec 56 plaquages dont 10 ½ pour perte, 6,5 sacks, 2 fumbles forcés et 4 passes défendues. Il est sélectionné dans la 2e équipe de la conférence Big Ten. En 2024, il est désigné meilleur joueur défensif de l'année de la Big Ten et reconnu joueur All-American à l'unanimité.
Carter déclare se présenter à la draft 2025 de la NFL après la défaite de Penn State à l'Orange Bowl 2025.

### Carrière professionnelle
Carter est sélectionné en 3e choix global lors du premier tour de la Draft 2025 de la NFL par la franchise des Giants de New York.

## Statistiques

### Statistiques universitaires
| Année  | Équipe                      | Statut | MJ |       | Plaquages | Plaquages | Plaquages | Plaquages |       | Interceptions | Interceptions | Interceptions | Interceptions |  | Fumbles | Fumbles |
| Année  | Équipe                      | Statut | MJ | Total | Seul      | Ast.      | Sacks     | Nb.       | Yards | Déf.          | TD            | Nb.           | Rec.          |  |         |         |
| 2022   | Nittany Lions de Penn State | Fr     | 13 | 56    | 36        | 20        | 06,5      | 0         | 0     | 4             | 0             | 2             | 0             |  |         |         |
| 2023   | Nittany Lions de Penn State | So     | 13 | 48    | 25        | 23        | 04,5      | 1         | 18    | 5             | 0             | 1             | 0             |  |         |         |
| 2024   | Nittany Lions de Penn State | Jr     | 16 | 68    | 43        | 25        | 12,0      | 0         | 0     | 4             | 0             | 2             | 0             |  |         |         |
| Totaux | Totaux                      | Totaux | 39 | 172   | 104       | 68        | 23,0      | 1         | 18    | 13            | 0             | 5             | 0             |  |         |         |

## Vie privée
En avril 2024, Abdul Carter est accusé d'un délit mineur pour avoir agressé un conducteur de dépanneuse qui remorquait sa voiture qu'il avait  stationné alors qu'il n'avait pas de permis. Carter est accusé d'avoir tiré de force le chauffeur de sa camionnette, de l'avoir jeté et plaqué au sol, laissant le chauffeur avec une côte fracturée. En juillet, Carter est placé dans un programme d'intervention préventive pour une durée d'un an.